# Scheibenberg, Tyskland
Scheibenberg är en stad {Bergstadt} i Landkreis Erzgebirgskreis i förbundslandet Sachsen i Tyskland. Staden har cirka 2 000 invånare.
Stadenen ingår i förvaltningsområdet Scheibenberg-Schlettau tillsammans med staden Schlettau.